# Агатангелос
Агатангело́с, Агатангехос или Агафангел (арм. Ագաթանգեղոս) — армянский историк V века.

## Биография

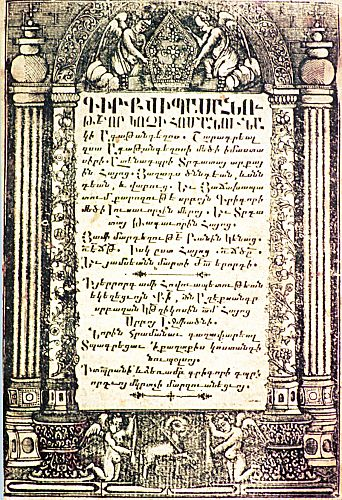
Обложка первого издания «Истории» Агатангелоса, 1709 год

Биографические данные об Агатангелосе не сохранились. Согласно легенде, он — секретарь царя Трдата III Великого (298—330) и двоюродный брат св. Григория Просветителя (ок. 252—326), один из первых по времени исторических писателей Армении. Описал обращение армян из язычества в христианство в начале IV века и установление христианства государственной религией Армении в книге «История обращения армян в христианскую веру». Современная наука считает его персоной последней трети V века.

## «История обращения армян в христианскую веру»
История Агатенгелоса подробно излагает политические и религиозные события, главным образом связанные с обращением армян в христианство в начале IV века. Впервые цитируется в самом начале VI века Лазаром Парпеци. Труд сохранился более чем в 30 рукописях, самая ранняя из которых датируется X веком. Сохранился греческий перевод с армянского осуществленный, вероятно, в 464—468 годах. 
Книга также даёт краткое изложение христианского вероучения. Наряду с обильным агиографическим материалом, в «Истории» Агафангела имеется много данных по истории Армении III—начала IV веков. В центре произведения Агафангела — армянский царь Трдат III Великий и Григорий Просветитель — главное действующее лицо в деле обращения армян и первый глава Армянской Апостольской Церкви — патриарх. Книга содержит важные данные для изучения истории феодальных отношений в Армении в IV столетии. Оказала большое влияние на древнеармянскую литературу.
Некоторые фрагменты, хранящиеся в библиотеке Мхитаристов в Вене, датируются периодом ранее X века, а другие — X и более поздними веками; самая ранняя полная рукопись датируется XII и XIII веками. Впервые издана в Константинополе в 1709 и 1824 годах, и в Венеции — в 1838 году.
Существует арабский вариант этого сочинения, восходящий к более древней редакции, чем дошедший до нас армянский текст, имеется также грузинская версия.

## Память
Именем Агатангелоса названа улица в Ереване.